# Anyone (Roxette-dal)
Az Anyone a svéd Roxette 1999. május 10-én megjelent második kislemeze hatodik Have a Nice Day című stúdióalbumukról. A dalt Burt Bacharach és Phil Spector ihlette, melynek album változatát a stockholmi Atlantis Stúdióban rögzítettek. Japánban a dal dupla A oldalas kislemezen jelent meg a "Pay the Price" című dallal együtt. Ehhez a dalhoz nem készült videoklip. 
Az Anyone zenei videóját Jonas Åkerlund rendezte. A klip megjelenésekor az MTV Europe letiltotta a klip sugárzását a témája miatt, miszerint Marie Fredriksson öngyilkosságot próbál elkövetni azzal, hogy elmerül az óceánba. Ennek a negatív jelenségnek köszönhetően a dal a külföldi slágerlistákon csupán Top 30-as sláger lett, úgy mint Belgium, Lengyelország, Spanyolország, Svájc. Az európai slágerlisták eredményét látva az EMI UK kiadó nem jelentette meg a dalt az Egyesült Királyságban. 

## Összetétel
Az "Anyone" című dal zenéjét Per Gessle írta, akit Burt Bacharach inspirált. A dal eredeti demo felvétele egy 1961-es dal, az "I Love How You Love Me", melyet a The Paris Sisters nevű együttes készített, és ennek volt a producere Phil Spector. A demó verziót a kislemez B. oldalán jelentették meg, mely különbözik az eredeti demó változattól. Az eredeti "I Love How You Love Me" részt eltávolították a dalból. A dal felkerült a The Rox Box/Roxette 86-06 című válogatáslemezre, és bónuszként a 2009-es "Have a Nice Day" című újra kiadott lemezen is hallható.
A dalt 1998 szeptemberében rögzítették stockholmi Atlantis Stúdióban. Marie Fredriksson az egyik kedvenc dalának írta le a dalt, mely egy pop-ballada 143 BPM /perc tempóval. A dalt a rézfúvós hangszerek kivételével szinte teljes egészében rögzítették a stúdióban. Az alap akkor minden verse ismétlésekor az A- F♯m–C♯m – D – E sorozat, melyet a B – A – Fm – E további két ismétlése követ. A kórus két A – F♯m – E sorozatból áll , míg az áthidaló rész E – D – B – A – F♯m – D – B – E sorozatból áll.

## Kiadások
A dalt 1999. május 10-én jelent meg kislemezen, melynek több B. oldalas kiadása is napvilágot látott. Az egyik maxi single kiadáson szerepelt az Abbey Road Stúdióban korábban rögzített 1995-ös "You Don't Understand Me" című dal, mely tartalmazza a Wish I Could Fly videóklipjét, valamint a "Cooper" című dal 'Closer to God Version' zenekari változatát. Japánban a kislemez dupla A oldalas kiadványként tartalmazta a "Pay the Price" című dalt, melyből nem készült videoklip. A dalhoz készült videoklipet Portugáliában forgatták, melyben Fredriksson öngyilkosságot követ el, és megfullad az óceánban. A dalt az MTV Europe és más zenei csatornák is letiltották, azonban készült egy szerkesztett klip is a dalból, melyet közepesen fogadták, ész az MTV Español zenecsatorna kezdte el játszani.

## Sikerek
A dal mérsékelt siker volt az európai slágerlistákon. A lengyel és spanyol listán Top 25-ös helyezés volt. Belgiumban és Svájcban az első harmincban volt benne a listán. Svédországban a 35. helyig sikerült jutni, míg Németországban csupán a 62. helyig sikerült jutnia. A dal az EMI UK nem jelentette meg kislemezen, annak ellenére, hogy promóciós CD lemezeken terjesztették a dalt a rádióállomások és dj-k számára. Ennek ellenére Dél-Amerikában a dal spanyol változata az "Alguien" előkelő helyezés volt.

## Megjelenések
Minden dalt Per Gessle írt, kivéve a "You Don't Understand Me" melyet Gessle ésDesmond Child írt.
- CD Single  Európai Unió EMI 8868922

1. "Anyone" (Radio Edit) – 3:59
2. "Anyone" (Tits & Ass Demo, 29 July 1998) – 4:13

- CD Single  Japán EMI TOCP-40118

1. "Pay the Price" – 3:48
2. "Anyone" – 4:32
3. "Cooper" (Closer to God Version) – 4:20
4. "Anyone" (Tits & Ass Demo) – 4:13

- CD Single  Európai Unió EMI 8868920

1. "Anyone" – 4:32
2. "Anyone" (Tits & Ass Demo) – 4:13
3. "Cooper" (Closer to God Version) – 4:20
4. "You Don't Understand Me" (Abbey Road Version, 15 November 1995) – 3:43
5. "Wish I Could Fly" (Enhanced Music Video) – 4:38

## Slágerlista
| Slágerlista (1999)                   | Legjobb helyezés |
| ------------------------------------ | ---------------- |
| Belgium (Ultratop 50 Flanders)       | 30               |
| Németország (Media Control Charts)   | 62               |
| Iceland (Íslenski Listinn Topp 40)   | 20               |
| Netherlands Tipparade (Dutch Top 40) | 12               |
| Hollandia (Single Top 100)           | 73               |
| Polish Airplay (ZPAV)                | 24               |
| Spanish Airplay (AFYVE)              | 23               |
| Svédország (Sverigetopplistan)       | 35               |
| Svájc (Schweizer Hitparade)          | 30               |